# Pedra-papel-tesoura-lagarto-Spock
Pedra-papel-tesoura-lagarto-Spock é uma expansão do clássico método de seleção em jogo de pedra-papel-tesoura. Atua sob o mesmo princípio básico, mas inclui outras duas armas adicionais: o lagarto (formado pela mão igual a uma boca de fantoche) e Spock (formada pela saudação dos vulcanos em Star Trek). Isso reduz as chances de uma rodada terminar em um empate. O jogo foi inventado por Sam Kass e Karen Bryla, como "Rock Paper Scissors Lizard Spock".
O jogo foi mencionado em quatro episódios da série norte americana The Big Bang Theory. De acordo com uma entrevista com Kass, os produtores da série não pediram permissão para usar o jogo, mas, mais tarde, ele foi referenciado em um episódio da quinta temporada.

## Regras
As regras de Pedra-papel-tesoura-lagarto-Spock são:
- Tesoura corta papel
- Papel cobre pedra
- Pedra esmaga lagarto
- Lagarto envenena Spock
- Spock esmaga (ou derrete) tesoura
- Tesoura decapita lagarto
- Lagarto come papel
- Papel refuta Spock
- Spock vaporiza pedra
- Pedra amassa tesoura